# Visconte Hampden
Visconte Hampden è un titolo che è stato creato due volte, una volta nel Pari della Gran Bretagna e una volta nel Pari del Regno Unito. La prima creazione è stata nel 1776 per il diplomatico e politico Robert Hampden, IV barone Trevor. Il titolo di "barone Trevor", di Bromham, era stato creato nel Pari della Gran Bretagna nel 1712 per suo padre, l'avvocato Sir Thomas Trevor. Entrambi i titoli si estinsero nel 1824, alla morte del terzo visconte.
Il viscontado fu ripresa nel Pari del Regno Unito nel 1884, quando il liberale politico ed ex presidente della Camera dei comuni, Sir Henry Brand, è stato creato "visconte Hampden", di Glynde nella Contea di Sussex. Brand era il secondo figlio di Henry Trevor, XXI barone Dacre e nel 1890 successe al fratello maggiore, come barone Dacre. Suo figlio, il secondo visconte, rappresentò Hertfordshire e Stroud in Parlamento e servì come governatore del New South Wales. Alla sua morte, nel 1965, gli successe il nipote, il quarto visconte, mentre la baronia di Dacre cadde in sospeso tra le figlie del defunto visconte, Rachel Leila Brand e Tessa Mary Brand (la sospensione è stata interrotta nel 1970 a favore di Rachel Leila Brand). Il viscontado passò al fratello minore del visconte, il quinto visconte. A partire dal 2014 il titolo è detenuto dal figlio di quest'ultimo, il sesto visconte.
La residenza ufficiale è Glynde Place, nei pressi di Lewes, nel Sussex.
Sia Robert Hampden, I visconte Hampden che Henry Brand, I visconte Hampden erano discendenti in linea femminile di John Hampden.

## Baroni Trevor, seconda creazione (1712)
- Thomas Trevor, I barone Trevor (1658-1730)
- Thomas Trevor, iI barone Trevor (1692-1753)
- John Trevor, III barone Trevor (1695-1764)
- Robert Hampden, IV barone Trevor (1706-1783) (fatto visconte Hampden nel 1776)

## Visconti Hampden, prima creazione (1776)
- Robert Hampden, I visconte Hampden e IV barone Trevor (1706-1783)
- Thomas Hampden, II visconte Hampden e V barone Trevor (1746-1824)
- John Hampden, III visconte Hampden e VI barone Trevor (1749-1824)

## Visconti Hampden, seconda creazione (1884)
- Henry Brand, I visconte Hampden (1814-1892)
- Henry Brand, II visconte Hampden (1841-1906)
- Thomas Brand, III visconte Hampden (1869-1958)
- Thomas Brand, IV visconte Hampden (1900-1965)
- David Brand, V visconte Hampden (1902-1975)
- Anthony Brand, VI visconte Hampden (1937-2008)
- Francis Brand, VII visconte Hampden (1970)

L'erede è il figlio dell'attuale visconte, Lucian Anthony Brand (2005).